# Dolní Třešňovec
Dolní Třešňovec (německy Nieder Johnsdorf) je původně německá obec založená v roce 1304. Na severu navazuje na Horní Třešňovec a na jihu je připojen k Lanškrounu, jehož je městskou částí.

## Historie
První písemná zmínka o obci (tehdy ještě společném Třešňovci) pochází z roku 1304 z donační listiny krále Václava II., kterou daroval Lanškrounsko Zbraslavskému klášteru. Tehdejší podoba jména vesnice (Johnsdorf) je typicky kolonizační a vychází z osobního jména lokátora obce.
Jednou z prvních zmínek, která rozlišuje Horní a Dolní Třešňovec je listina z roku 1509, která dokazuje že Horní Třešňovec měl již svou vlastní rychtu a omezenou obecní samosprávu. V roce 1793 byla postavena první škola v Dolním Třešňovci, jednalo se o 104. budovu v obci. Teprve v roce 1798 se Dolní Třešňovec stal nezávislým politickým společenstvím. Do té doby totiž musela všechny koupě a převody vlastnictví potvrdit lanškrounská městská rada. Během Prusko-rakouské války (1866) bylo v Dolním Třešňovci ubytováno velké množství pruských vojáků. Když odjeli, museli koňští farmáři z Dolního Třešňovce poskytovat kočárové služby. Roku 1880 byl založen místní sbor dobrovolných hasičů. V roce 1894 byla naproti škole postavené v roce 1793 postavena dvoutřídní školní budova s bytem učitele a dalšími pomocnými místnostmi včetně tělocvičny. Téhož roku se u příležitosti císařských manévrů František Josef I. osobně vypravil do Dolního Třešňovce a na louce za dědičným dvorem ocenil některé veterány zlatým čestným křížem. Mezi těmito vyznamenanými byl Josef Janisch, Ontl Steffa z Horního Třešňovce, který se v červnu 1859 vyznamenal v bitvě u Solferina zvláštní statečností.
Velmi vážná situace nastala v roce 1905, kdy byla dolňotřešňovecká rychta nabízena k prodeji. Češi nabídli jakoukoli cenu, jen aby získali do vlastnictví obrovský komplex kousek za Lanškrounem. Zato sedláci Johann Peichl (první pokladník dolňotřešňoveckých hasičů), jeho syn Johann a Johann Anderle (první zapisovatel a zbrojmistr SDH) se vzpírali. Pokladna Dolního Třešňovce ještě nebyla dostatečně finančně silná. Peníze se tedy musely sehnat na soukromém trhu. Zájem spolykal celou úrodu dědického soudu a dalších 100 kubíků dřeva. Protože se pro celou nemovitost nenašel vhodný německý kupec, byly pole a louky prodány po částech a budovy s částmi pozemků převzala v roce 1907 liga Němců proti Čechům pro sirotčinec. Vzhledem k tomu, že sirotčinec byl až do zrušení v roce 1941 trvale obsazen 40 - 60 žáky, z nichž většina přecházela do dolňotřešňovecké školy, byla v roce 1909 nutná přístavba školy pod vedením obecního vůdce Johanna Peichla. V létě 1923 nechala obec postavit památník 34 obětem První světové války. V roce 1928 sem byla zavedena elektřina.
V roce 1946 byla v budově bývalého sirotčince založena Střední škola zemědělská a veterinární (pod názvem Samostatná rolnická škola dobytkářsko - pícninářská). Roku 1956 byl založen fotbalový oddíl TJ Sokol Dolní Třešňovec. V roce 1960 se Dolní Třešňovec opět po 162 letech stává městskou částí Lanškrouna. 1. září 1964 byla otevřena nová budova Střední školy zemědělské a veterinární.
Mezi lety 2009 a 2011 byl v areálu školního statu vybudován nový kravín. V roce 2010 sbor dobrovolných hasíčů zakoupil nové zásahové vozidlo. Roku 2015 skončila místnímu hostinskému nájemní smlouva na pohostinství a taneční sál, od té doby byl objekt nevyužit. Majitelem se později stala síť maloobchodních prodejen Partner, jenž zde v dubnu 2020 otevřela samoobsluhu. Roku 2021 byl mezi školním statkem a hranicí s Horním Třešňovcem na cyklostezce vedoucí na Mariánskou Horu položen nový asfaltový povrch. O rok později byly provedeny úpravy v dolňotřešňoveckém parku.

## Významné osobnosti a rodáci
- Petr Jelito (1325–1387) – rodák z Dolního Třešňovce, biskup v Churu, Litomyšli, Olomouci, arcibiskup v Magdeburgu, kancléř Karla IV
- Franz Stangler (1809–1893) – rodák z Dolního Třešňovce, formální starosta obce mezi lety 1861–1871, Poslanec Českého zemského sněmu

## Sbor dobrovolných hasičů
Na základě rozhodnutí obce z 19. února 1880 byla postavena kůlna na hasičské nářadí (nynější hasičská zbrojnice). Rok 1880 se tedy považuje za rok založení SDH Dolní Třešňovec. Sbor byl oficiálně schválen a zapsán do katastru spolků města až 9. února 1886. Prvním velitelem sboru byl Johann Wernisch (ve funkci v roce 1886).
Po roce 1945 se do sboru hlásili noví obyvatelé Dolního Třešňovce pocházející z okolí vesnice. Po Němcích zůstala sboru, mimo jiného, motorová stříkačka Johann Flader, rok výroby 1930, jež je udržována v provozuschopném stavu dodnes.
Roku 1960 se Dolní Třešňovec stal městskou částí Lanškrouna, což znamenalo, že byla funkce výjezdové jednotky sboru překlasifikována na podpůrnou a humanitární (JPO V). Tuto funkci výjezdová jednotka zastává dodnes.
V roce 1980 byla v dolňotřešňoveckém parku u příležitosti oslav 100 let sboru vysazena lípa.
Situace v hasičském hnutí se podstatně změnila díky rozšířenému plenárnímu zasedání ÚV SPO konanému 1. a 2. prosince 1990 v Karviné. Usnesením tohoto zasedání se v ČR z požárníků opět stali hasiči, organizovaní ve Sdružení hasičů Čech, Moravy a Slezska, ze ZO SPO se staly sbory dobrovolných hasičů a z požárních stanic hasičské zbrojnice.
Díky rozmachu Požárního sportu byl roku 1993 uspořádán 1. ročník domácí soutěže v disciplíně Požární útok O zelený pohár. V současnosti se jedná o ligově nezačleněnou soutěž, dříve se závody započítavaly do Velké Ceny Ústeckoorlicka. Roku 2025 proběhne 31. ročník této soutěže.
V květnu 2008 byl položen základní kámen skladu materiálu, jehož výstavba byla po necelých pěti měsících hotova. Téhož roku byla pořízena legendární „Dvanáctka,“ přesněji TAZ 1500. Toto vozidlo slouží sboru dodnes.
V roce 2010 bylo zakoupeno zásahové vozidlo Ford Transit, k němuž sbor vyhotovil požární přívěs. I toto vozidlo doposud slouží místnímu SDH. V tomto roce sbor uspořádal první 1. ročník soutěže mladých hasičů O pohár SDH Dolního Třešňovce, jejíž 14. ročník proběhne v roce 2025.
11. srpna 2012 proběhlo slavnostní svěcení nového praporu. Ten v roce 2014 s 4112 hlasy vyhrál v soutěži O nejkrásnější prapor pořádané u příležitosti výročí 150 let od založení prvního českého sboru dobrovolných hasičů ve Velvarech.
17. září 2017 byl uspořádán 1. ročník třetí ze sborem pořádaných soutěží, a to přebory jednotlivců na 60 metrů s překážkami pro kategorie mladých hasičů a současně přebory jednotlivců na 100 metrů s překážkami pro kategorie dorostu. V roce 2023 proběhne 7. ročník této soutěže.
Na jaře roku 2020 byla hasičská zbrojnice opatřena automatickými vraty.
V období Pandemie covidu-19 v Česku se sbor podílel mimo jiné na distribuci ochranných pomůcek po okolí. V této těžké době hasiči z Dolního Třešňovce pomáhali také s vypořádáváním se s následky Tornáda na Břeclavsku a Hodonínsku.
Současným starostou sboru je Tomáš Borovský a velitelem sboru Petr Černý (k roku 2024). Mladí hasiči se účastní hry Plamen, dále soutěží organizovaných pod záštitou okresní ligy v požárním útoku a také ligy v přeborech jednotlivců na 60 metrů s překážkami, dorostenci se účastní okresní ligy na 100 metrů s překážkami a postupových soutěží. Družstvo mužů se účastní okrskové soutěže a soutěží v požárním útoku konaných v blízkém okolí.

## Fotbalový oddíl
Budování dolňotřešňoveckého fotbalového hřiště začalo roku 1954. V roce 1956 bylo hřiště dokončeno a díky tomu téhož roku vzniká fotbalový oddíl TJ Sokol Dolní Třešňovec. 
Tým mužů v současnosti hraje III. třídu okresu Ústí nad Orlicí. Sezónu 2024/25 zakončil na 2. místě se 42 body. Předsedou oddílu je k roku 2024 Miroslav Ježek, současným kapitánem mužstva Jan Jirásek. Nejlepším střelcem týmu se v sezoně 2024/25 se 36 góly stal Michal Štarman, který se rovněž stal nejlepším střelcem celé soutěže.

## Střední škola zemědělská a veterinární
V roce 1946 byla založena Střední škola zemědělská a veterinární Lanškroun v budově bývalého sirotčince v Dolním Třešňovci pod názvem Samostatná rolnická škola dobytkářsko – pícninářská.
Od roku 1960 nahradila čtyřletá výuka dosavadní dvouletou.
1. září 1964 byla otevřena nová budova školy.  
V roce 2004 škola získala certifikát MZeČR jako trvalá vzdělávací základna resortu Ministerstva zemědělství.    
V letech 2008 a 2009 byla provedena renovace hlavních školních budov. Ve stejné době byl díky nově vybudovanému veterinárnímu centru otevřen nový studijní obor Veterinářství, což vedlo k přejmenování na Střední škola zemědělská a veterinární Lanškroun, jež proběhlo 1. července 2011. V těchto letech také došlo k vybudování moderního kravína v areálu školního statku.
V roce 2015 zasáhly speciální stavební úpravy i takzvanou starou budovu. Z nevyhovujících prostor starých šaten a skladů vznikla školní minimlékárna, která zpracovává přebytkové mléko ze školního statku.
Od školního roku 2016/17 studenti v rámci týdenních praxí v mimimlékárně vyrábějí zejména jogurty, zakysané mléčné výrobky a měkké sýry. Každý čtvrtek je zpřístupněn prodej výrobků ze školní minimlékárny pro veřejnost.
Na škole se v současné době vyučují dva obory: Agropodnikání a Veterinářství.